# Azero-iraniani
Gli Azero-iraniani (azero:ایران آذربایجانلیلاری – Iran azərbaycanlıları) sono iraniani di etnia azera che parlano la lingua azera come lingua madre.
Sono il secondo più grande gruppo etnico del Paese come la più grande minoranza etnica.
Inoltre la più grande comunità di azeri al mondo vive proprio in Iran, superando anche coloro che vivono nel confinante Azerbaigian.
La maggior parte vive nella regione dell'Azerbaigian persiano: nelle province dell'Azerbaigian Orientale, Ardabil, Zanjan e Azerbaigian Occidentale ma anche in numero inferiore nelle province del Kurdistan, Qazvin, Hamadan, Gilan, Markazi e Kermanshah.